# Engagement Global
Die Engagement Global gGmbH – Service für Entwicklungsinitiativen ist ein deutsches öffentliches Unternehmen in der Rechtsform einer gemeinnützigen GmbH mit Sitz in Bonn, das als zentrale Anlaufstelle das entwicklungspolitische Engagement von Einzelpersonen, Gruppen und politischen Gemeinden unterstützt. Die zentrale Servicestelle bündelt seit 2012 im Auftrag der Bundesregierung zahlreiche vom Bundesministerium für wirtschaftliche Zusammenarbeit und Entwicklung (BMZ) finanzierten Einrichtungen und Programme zur Förderung des bürgerschaftlichen und kommunalen Engagements und der entwicklungspolitischen Bildungsarbeit.

## Geschichte
Das öffentliche Unternehmen wurde am 1. Januar 2012 gegründet und vereint Teile der ehemaligen Internationale Weiterbildung und Entwicklung gGmbH (InWEnt) und des vormaligen Deutscher Entwicklungsdienst gGmbH (DED) und integriert die Beratungsstelle für Nichtregierungsorganisationen (bengo).
Ende 2020 zog Engagement Global aus mehreren Gebäuden in Bonn, darunter u. a. aus einer Liegenschaft im Tulpenfeld, in ein gemeinsames Bürogebäude, das sogenannte „Bonn-Karree“ in der Friedrich-Ebert-Allee 40 (ehemaliger Sitz des BMZ).

## Aufgaben und Struktur
Die Gesellschaft mit Sitz in Bonn arbeitet im Auftrag der Bundesregierung und wird vom Bundesministerium für wirtschaftliche Zusammenarbeit und Entwicklung (BMZ) finanziert. Geschäftszweck ist die Förderung der Entwicklungszusammenarbeit und der entwicklungspolitischen Bildungsarbeit sowie des bürgerschaftlichen und kommunalen Engagements. Zu diesem Zweck informiert Engagement Global zu aktuellen Projekten und Initiativen im In- und Ausland, berät Einzelpersonen und Gruppen zu entwicklungspolitischen Vorhaben, qualifiziert und fördert finanziell. Das öffentliche Unternehmen ist dabei unter Beachtung des Subsidiaritätsprinzips tätig.
Am 31. Dezember 2020 beschäftigte die Gesellschaft 691 Mitarbeitende (ohne Mitarbeitende in Altersteilzeit, Elternzeit, Sonderurlaub und studentische Hilfskräfte). Davon sind 302 Mitarbeitende (inklusive Geschäftsführung) im Rahmen eines befristeten Arbeitsverhältnisses angestellt. Alleingesellschafter ist die Bundesrepublik Deutschland, vertreten durch das BMZ. Im Geschäftsjahr 2020 betrugen die Umsatzerlöse knapp 390 Millionen Euro. Neben Standorten in Bonn und Berlin verfügt Engagement Global über sechs Außenstellen (Berlin, Düsseldorf, Hamburg, Leipzig, Mainz, Stuttgart).

## Kritik
Seit der Gründung von Engagement Global durch Bundesentwicklungsminister Dirk Niebel (FDP) gibt es grundsätzliche Einwände gegen das Wirken der gGmbH. Regionale zivilgesellschaftliche Eine-Welt-Netzwerke beklagen eine „Verstaatlichung der Eine Welt-Arbeit“. Durch die zahlreichen EG-Außenstellen seien Doppelstrukturen geschaffen worden, die man bei Gründung der Gesellschaft eigentlich abbauen wollte. Heike Spielmans, Geschäftsführerin des NGO-Dachverbandes Venro, sagte, Engagement Global trage zur „strukturellen Schwächung der Zivilgesellschaft“ bei, „weil eine staatlich geförderte und finanziell ausgestattete Konkurrenz entstanden ist“. In die Arbeit von EG sei das BMZ sehr stark involviert. 2020 bezeichnet Venro das Verhältnis zu Engagement Global als „wohlwollend kritisch“.
Am 9. September 2019 informierte Engagement Global über interne Pläne, die ehrenamtliche Mitbestimmung im ASA-Programm im Rahmen einer Strukturreform weitestgehend abzuschaffen. Unter anderem soll die zur Hälfte mit Ehrenamtlichen besetzte Programmkommission des ASA-Programms aufgelöst werden. Dagegen wehrte sich das ASA-Netzwerk unter anderem mit einer öffentlichen Petition.

## Angebote und Programme
Zu den unter dem Dach von Engagement Global gebündelten Angeboten und Programmen der entwicklungspolitischen Informations- und Bildungsarbeit sowie der finanziellen Förderung zählen u. a.:
- das ASA-Programm, das jährlich Stipendien an junge Erwachsene vergibt
- die Beratungsstelle Bengo, die seit 1988 private Träger in der Entwicklungszusammenarbeit zu Fragen der Projektarbeit berät
- die Beteiligung am globalen Netzwerk Bildung für nachhaltige Entwicklung (BNE)
- das Programm Bildung trifft Entwicklung (BtE), das geschulte Referierende für Bildungsveranstaltungen des Globalen Lernens bspw. an Kindergärten und Schulen vermittelt
- das Deutsch-Afrikanische Jugendwerk (DAJW)
- das Förderprogramm Engagiert die Welt gestalten, das kleine Projekte der entwicklungspolitischen Informations- und Bildungsarbeit fördert
- das Entwicklungspolitische Schulaustauschprogramm (ENSA)
- die zweisprachige Zeitschrift E+Z Entwicklung und Zusammenarbeit als internationales Diskussionsforum zur Entwicklungspolitik (herausgegeben von Engagement Global)
- das Förderprogramm Entwicklungspolitische Bildung (FEB) zur finanziellen Unterstützung von Projekten der entwicklungspolitischen Informations- und Bildungsarbeit
- die Fachstelle für entwicklungspolitische Beratung und Vernetzung – Mitmachzentrale (MMZ) als zentrale Anlaufstelle für allgemeine Beratung rund um entwicklungspolitisches Engagement im In- und Ausland
- die Entsendeorganisation Senior Expert Service (SES) für ehrenamtlich tätige Fach- und Führungskräfte im Ruhestand oder einer beruflichen Auszeit
- die Servicestelle Kommunen in der Einen Welt (SKEW) für die Beratung und Unterstützung deutscher Kommunen
- die Entsendung von Fachkräften in Projekte zur gewaltfreien Konfliktbearbeitung in Konflikt- und Krisenländern im Rahmen des Zivilen Friedensdienstes (ZFD)
- das weltwärts-Programm, das Menschen zwischen 18 und 28 Jahren einen entwicklungspolitischen Freiwilligendienst im Ausland ermöglicht